# СМ-5-1
СМ-5-1 е съветска сдвоена корабна универсална артилерийска установка калибър 100 mm. С тези установки са въоръжени леките крайцери на съветския ВМФ проекти 68К (5 единици) и във варианта СМ-5-1 68-бис (14 единици).

## Разработка и производство
Артустановката СМ-5-1 е разработена в ЦКБ-34, в течение на периода 1943 – 1947 г., специално за крацерите от проекта 68-К. Опитният образец е произведен от завода „Болшевик“ през 1947 г. Изпитанията се провеждат от 22 юли до 5 ноември 1948 г. на Ржевския полигон. Установката е официално приета на въоръжение на 11 май 1949 г. с името СМ-5. Серийното производство се води от 1948 г. до 1955 г. в завод „Болшевик“ във версиите СМ-5-1 и СМ-5-1с. Всичко са произведени 150 установки.
На основата на същото оръдие и боеприпаси през 1950-те се проектира установката СМ-52. Тя не е приета на въоръжение и не е произвеждана серийно.

## Конструкция
Стволът на оръдията се състои от свободна тръба, кожух, дулна гайка и упорен пръстен. Двата ствола на установката са в една люлка. Затворът е клинов, зареждането ръчно, има пневматичен досилател. Има механизъм за стабилизация на люлеещата се част на установката в хоризонталната плоскост, управлението на стабилизацията е автоматично. Основната схема на стрелбата е централизирано управление на огъня с помощта на системата „Зенит-68бис А“, получаваща данни от артилерийската РЛС „Якор“. В случай на необходимост установките СМ-5 могат да водят огън под локално управление, с помощта на оптичните далекомери и радиодалекомери „Щаг-Б“.